# Laura Granville
Laura Granville (Chicago, Illinois, 1981. május 12. –) amerikai hivatásos teniszezőnő.
2001–2010 közötti profi pályafutása során két páros WTA-tornán végzett az első helyen, emellett kilenc egyéni és hat páros ITF-tornát nyert meg. Legjobb egyéni világranglista-helyezése a 28. hely volt, ezt 2003. június 9-én érte el, párosban a legjobbjaként a 47. helyen 2007. július 23-án állt.
A Grand Slam-tornákon a legjobb eredménye a Wimbledonban 2002-ben és 2007-ben elért 4. kör.

## WTA döntői

### Egyéni

#### Elveszített döntője (1)
| Összesítés           |                        |
| Grand Slam-torna (0) |                        |
| Tier I (0)           | Premier Mandatory* (0) |
| Tier II (0)          | Premier Five* (0)      |
| Tier III (0)         | Premier* (0)           |
| Tier IV (0)          | International* (0)     |
| Tier V (0)           | Challenger* (0)        |

* 2009-től megváltozott a tornák rendszere.
 Az egymás mellett azonos színnel jelölt tornatípusok között nincs teljes mértékű megfelelés.
| No. | Dátum               | Torna             | Borítás | Ellenfél         | Eredmény      |
| --- | ------------------- | ----------------- | ------- | ---------------- | ------------- |
| 1.  | 2004. augusztus 15. | Vancouver, Kanada | Kemény  | Nicole Vaidišová | 6–2, 4–6, 2–6 |

### Páros

#### Győzelmei (2)
| Összesítés           |                        |
| Grand Slam-torna (0) |                        |
| Tier I (0)           | Premier Mandatory* (0) |
| Tier II (0)          | Premier Five* (0)      |
| Tier III (2)         | Premier* (0)           |
| Tier IV (0)          | International* (0)     |
| Tier V (0)           | Challenger* (0)        |

* 2009-től megváltozott a tornák rendszere.
 Az egymás mellett azonos színnel jelölt tornatípusok között nincs teljes mértékű megfelelés.
| No. | Dátum             | Torna                                            | Borítás     | Partner          | Ellenfél                           | Eredmény      |
| --- | ----------------- | ------------------------------------------------ | ----------- | ---------------- | ---------------------------------- | ------------- |
| 1.  | 2005. július 24.  | Cincinnati Masters, Cincinnati, Egyesült Államok | Kemény      | Abigail Spears   | Květa Peschke María Emilia Salerni | 3–6, 6–2, 6–4 |
| 2.  | 2006. november 5. | Bell Challenge, Québec, Kanada                   | Szőnyeg (f) | Carly Gullickson | Jill Craybas Alina Zsidkova        | 6–3, 6–4      |

#### Elveszített döntői (3)
| No. | Dátum             | Torna                                                                | Borítás | Partner               | Ellenfél                       | Eredmény    |
| --- | ----------------- | -------------------------------------------------------------------- | ------- | --------------------- | ------------------------------ | ----------- |
| 1.  | 2003. május 24.   | Internationaux de Strasbourg, Strasbourg, Franciaország              | Salak   | Jelena Kostanić Tošić | Sonya Jeyaseelan Maja Matevžič | 4–6, 4–6    |
| 2.  | 2005. február 19. | U.S. National Indoor Tennis Championships, Memphis, Egyesült Államok | Kemény  | Abigail Spears        | Yuka Yoshida Miho Saeki        | 3–6, 4–6    |
| 3.  | 2010. január 4.   | ASB Classic, Auckland, Új-Zéland                                     | Kemény  | Natalie Grandin       | Cara Black Liezel Huber        | 6–7(4), 2–6 |

## Eredményei Grand Slam-tornákon

### Egyéni
| Grand Slam | Australian Open | Australian Open   | Roland Garros  | Roland Garros   | Wimbledon | Wimbledon          | US Open  | US Open            |
| Év         | Eredmény        | Utolsó ellenfél   | Eredmény       | Utolsó ellenfél | Eredmény  | Utolsó ellenfél    | Eredmény | Utolsó ellenfél    |
| 1998       | –               | –                 | –              | –               | –         | –                  | 2. kör   | Kimberley Po       |
| 1999       | –               | –                 | –              | –               | –         | –                  | 1. kör   | Fabiola Zuluaga    |
| 2000       | –               | –                 | –              | –               | –         | –                  | –        | –                  |
| 2001       | –               | –                 | –              | –               | –         | –                  | 1. kör   | Martina Hingis     |
| 2002       | –               | –                 | Selejtező (Q1) | Selejtező (Q1)  | 4. kör    | Amélie Mauresmo    | 1. kör   | Katarina Srebotnik |
| 2003       | 1. kör          | Alina Zsidkova    | 3. kör         | Chanda Rubin    | 3. kör    | Serena Williams    | 2. kör   | Kim Clijsters      |
| 2004       | 3. kör          | Lindsay Davenport | 1. kör         | G León García   | 1. kör    | Karolina Šprem     | 1. kör   | Marija Sarapova    |
| 2005       | 1. kör          | Li Na             | –              | –               | 2. kör    | Eléni Danjilídu    | 3. kör   | Nagyja Petrova     |
| 2006       | 3. kör          | V Ruano Pascual   | 1. kör         | Sz Kuznyecova   | 2. kör    | Flavia Pennetta    | 1. kör   | J Gyementyjeva     |
| 2007       | 2. kör          | Anna Csakvetadze  | 1. kör         | Amélie Mauresmo | 4. kör    | Michaëlla Krajicek | 2. kör   | Szánija Mirza      |
| 2008       | 1. kör          | Yvonne Meusburger | –              | –               | –         | –                  | –        | –                  |
| 2009       | –               | –                 | –              | –               | –         | –                  | 1. kör   | Aleksandra Wozniak |

## Év végi világranglista-helyezései
| Év     | 1999 | 2000 | 2001 | 2002 | 2003 | 2004 | 2005 | 2006 | 2007 | 2008 | 2009 | 2010 |
| Egyéni | 858. | –    | 227. | 47.  | 46.  | 76.  | 61.  | 70.  | 65.  | 374. | 304. | 426. |
| Páros  | –    | –    | 618. | 175. | 88.  | 64.  | 66.  | 108. | 66.  | 179. | 244. | 136. |